# Csukás család

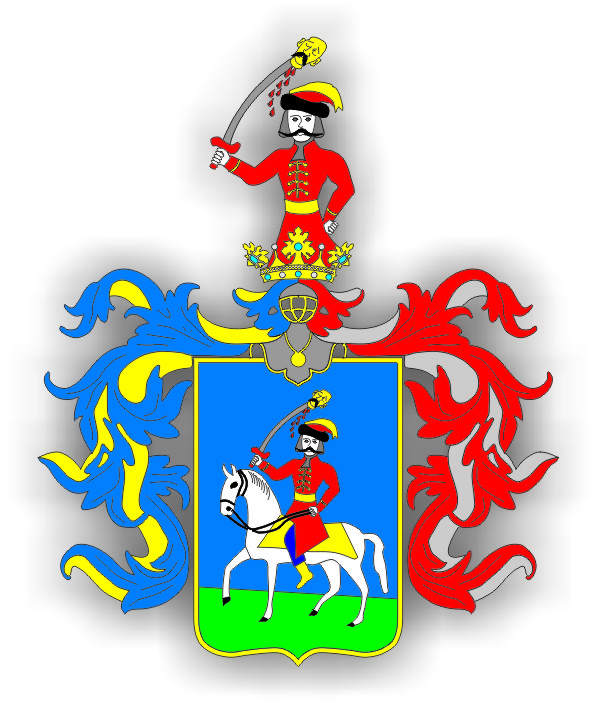
Zetényi Csukás család címere

A Csukás családnévvel Zsigmond király (1368-1437) okirataiban is találkozunk, mint a király nemesei, akik az Aranybulla (1222.) idejéig (II. András király) hadrendben élő zárt testületet alkottak, úgymint a királyi vadászok, halászok, földművelők.[forrás?]
1499-ben Csukás Bálint nemességet és földbirtokot kapott II. Ulászló királytól (1490-1516) a Nógrád megyei Lócon (mai Nagylóc). Előnévként utódai a Zetényi Csukás nevet viselték. A család férfi tagjai katonaként, közhivatalnokként és papként is szerepeltek. A Csukás család egy református ága évszázadokon át Komáromban élt. Gyakran szerepelnek a város jegyzőkönyveiben.
1712. július 14-én Csukás István címeres nemeslevelet kapott III. Károlytól, nemességét Pozsony vármegyében hirdették ki. 1776-ban Komárom vármegyéből nemesi bizonyítványt nyertek Csukás Imre (Lacháza, fiai: Imre, István, Ferenc, Péter) és Csukás János (Pest megye, Izsák: fiai: István, János, Ferenc, Péter, András, Mihály). Ezen családbeliek Zetényi Csukások voltak. A leszármazási tábla Pest vármegye levéltárában volt még a 20. század elején.[forrás?]
1838-ban Csukás András Pest megyéből nyert nemességigazoló iratot.

## Híres Csukások
- Csukás Benjamin (1833–1879) Szentes városi iskolaigazgató, az Úri-kaszinó elnöke.
- Csukás Benjámin 18. század közepén táblabíró és egri jogtanár.
- Csukás Kálmán az 1/1 V. SzD. Pk. Rep. vezérkari alezredes 2. Repülődandár vezérkari főnöke, a kormányzó helyettes Horthy István közvetlen parancsnoka. A Donnál Ilivszkojénél, 1943. január 19-én hősi halált halt.
- Csukás Zoltán (1860–1942) a pécsi Csukás-ház névadója. A pécsi polgári kaszinó alelnöke, a Pécsi Ipartestület elnöke.
- Csukás Zoltán (1900–1957) állatorvos, akadémikus, iskolát neveztek el róla.
- Csukás Irén (1931–2024) 1956-os szövetség tagja, a Justitia Bizottság résztvevője.
- Csukás István (1932–) németországi gyártulajdonos, az aacheni magyarok szövetségének elnöke.
- Csukás Béla dr. orvos tábornok a m. kir. honvéd orvosi kar főnöke.
- Csukás Zsuzsanna az orvostudományok kandidátusa.
- Csukás István dr. Komárom város főjegyzője, majd polgármestere.